# Gerald Ford
Gerald Rudolph Ford (født 14. juli 1913, død 26. december 2006) var USA's 38. præsident (1974 – 1977), og vicepræsident under Richard Nixon.

## Baggrund
Ford var uddannet advokat og var desuden i sin ungdom en kendt football-spiller. Under anden verdenskrig tjente han som officer i flåden. 
Fra 1949 til sin tiltræden som vicepræsident i 1973 sad Ford som medlem af repræsentanternes hus (kongressen), hvor han var minoritetsleder i perioden 1965-1973. I 1963-1964 var han medlem af Warren-kommissionen, der blev nedsat på grund af attentatet mod John F. Kennedy.
Udnævnelsen til vicepræsident fulgte efter Spiro Agnews tilbagetræden på grund af en skatteunddragelsessag. Gerald Ford blev som aspirant til vicepræsidentposten udsat for en hidtil uhørt grundig gennemgang af sine personlige forhold og sin fortid af forbundspolitiet FBI. Motivet herfor synes at være, at Richard Nixon bl.a. på grund af Watergate-undersøgelserne ikke havde råd til, at hans vicepræsident-kandidat skulle blive afvist og eventuelt skandaliseret. Ford var i øvrigt en god ven af Richard Nixon samt en politiker, der stod sig godt med begge kongressens kamre. Ford blev godkendt uden problemer, og blev indsat som vicepræsident den 6. december 1973.

## Præsident Ford
Den 8. august 1974 syntes alle muligheder for, at Richard Nixon kunne undgå en rigsretssag på grund af Watergate-skandalen at være udtømte, og han valgte derfor – som den hidtil eneste amerikanske præsident – at træde tilbage i utide. Gerald Ford blev taget i ed som USA's præsident af højesteretspræsident Warren Burger den 9. august 1974, hvorefter den nye præsident fulgte ekspræsident Richard M. Nixon ud til helikopteren på plænen bag ved Det Hvide Hus.
I starten mødtes den nye præsident med velvilje hos det amerikanske folk, men da han snart efter benådede Richard Nixon, mødtes han med mistro.
Som præsident er Gerald Ford mest kendt for:
- En fuldstændig benådning af forgængeren Richard Nixon, omfattende hele dennes præsidentperiode (september 1974)
- Rømningen af Saigon i Vietnam (marts 1975) – se evt. Saigons fald.
- Redningsaktionen på det kaprede S.S. Mayaguez i Cambodia. Ved redningsaktionen frigives de 39 ombordværende, men 41 amerikanere dræbes og 50 såres (maj 1975)
- udstedelsen af en præsidentiel ordre der forbød politiske attentater (executive order 11905/1976) samt
- den uheldige udtalelse under tv-duellen med sin demokratiske modstander Jimmy Carter, at "der ikke var og ikke vil blive en sovjetisk dominans i Østeuropa".[1]

Tiden var i øvrigt præget af høj inflation, energikrise og den kolde krig.
Under valgkampen i 1976 lå Ford i lange perioder langt efter Jimmy Carter og måtte i øvrigt igennem en opslidende kamp med Ronald Reagan om nomineringen som republikanernes præsidentkandidat. Med nomineringen i hus og som valgdagen nærmede sig, indsnævredes Carters forspring. Valgdagen huskes af mange som en af de længste i moderne amerikansk historie. Først næste dag forelå resultatet; Jimmy Carter var valgt til USA's næste præsident.

## Personligt liv

### Navn
Gerald Ford blev døbt Leslie Lynch King Jr., men da hans forældre blev skilt to uger efter Geralds fødsel og moderen siden giftede sig med Gerald Ford, Senior, begyndte de at kalde drengen Gerald. Først den 3. december 1935 blev hans navn officielt ændret til Gerald Rudolph Ford, fem år efter Gerald havde fået at vide, at han var adopteret.

### Betty Ford
På mange måder adskilte Gerald Ford's hustru og dermed USA's førstedame sig fra de tidligere, mere anonyme førstedamer:
- Hun havde sin egen mening – og sagde den højt. Blandt andet udtalte hun, at en højesteretsdom, der tillod abort, var "en flot, flot beslutning", stik imod republikanernes officielle holdning. Efter Gerald Fords præsidentperiode erklærede ægteparret sig "pro choice", dvs. som aborttilhængere.
- Hendes mand modsagde hende aldrig offentligt, skønt hendes mening afveg fra hans.
- Hun var åben om sin sygdom, brystkræft.
- Hun vedgik sig et alkoholproblem.

Elizabeth Ann (Betty) Bloomer fødtes i Chicago den 18. april 1918 og i sin ungdom gik hun til dans. I 1948 giftede hun sig med Gerald, der da var en ung løjtnant i flåden, netop hjemvendt fra krigstjeneste. Sammen fik de fire børn. Da Gerald blev udnævnt til vicepræsident, havde familien Ford ellers besluttet sig for at trække sig tilbage, men sådan gik det ikke. Som førstedame brugte Betty megen tid på kunst, herunder dans, og var den primære kraft bag præsidentens udnævnelse af Martha Graham til modtager af prisen The Presidential Medal of Freedom.
I september 1974 blev Betty diagnosticeret med brystkræft, en sygdom hun var meget åben omkring.
Førstedamens åbenhed omkring sit alkoholmisbrug har siden ført til dannelsen af The Betty Ford Clinic.

### Efter præsidentperioden
Gerald Ford optrådte kun sjældent offentligt efter sin fratræden, men gav dog en del forelæsninger på diverse læreanstalter. 
I 1981 deltog han sammen med Richard Nixon og Jimmy Carter som USA's repræsentanter ved begravelsen af Egyptens præsident Anwar Sadat, hvor Ford og Carter udviklede et varigt venskab. Under Lewinsky-affæren i Bill Clintons præsidentperiode, udsendte Ford og Carter et åbent brev, hvor de opfordrede til, at sagen måtte slutte med en offentlig undskyldning fra præsidenten og at en rigsretssag skulle undgås.
Ford fastholdt – senest i et interview med Larry King på CNN i december 1999 – at benådningen af Nixon sikrede USA ro, og at beslutningen havde været "den rigtige", selv om den sandsynligvis havde kostet ham præsidentposten.
I henholdsvis august og oktober 1999 modtog Gerald Ford hædersbevisningerne The Medal of Freedom og The Congressional Gold Medal.
Under republikanernes partikonvent i 2000, hvor George W. Bush blev nomineret som præsidentkandidat, fik Ford et mildt slagtilfælde. Fra 2003 fulgte en række hospitalsindlæggelser.
Sidste gang ekspræsidenten optrådte offentligt, var ved Ronald Reagans begravelse 11. juni 2004.
Ved Fords død udtalte præsident Bush blandt andet, at Ford udviste anstændighed, patriotisme og mod og kaldte ham en vís præsident, der hjalp nationen til at hele.
Gerald Ford stedtes til hvile ved en statsbegravelse tirsdag den 2. januar 2007.

## Trivia
- Præsidenten blev udsat for to attentatforsøg i november 1975 med 14 dages mellemrum, begge i Californien. Begge kvinder undslap fra fængsel, men er hver især siden blevet fanget.

- Ford er til dato den eneste præsident, der ikke er blevet valgt til hverken vicepræsident- eller præsidentembedet.

- Gerald Ford er den amerikanske præsident, der har nedlagt flest vetoer siden Franklin Pierce i 1850.

- Den 12. november 2006 opnåede Ford at blive den hidtil længst levende amerikanske præsident,[2] en titel nulevende Jimmy Carter (født 1924) har. Derpå følger Ronald Reagan og John Adams.
- Da Lyndon Johnsons enke, Lady Bird Johnson afgik ved døden den 11. juli 2007, blev Betty Ford den ældstlevende førstedame.